# كالينغا (محافظة)
كالينغا (بالإنجليزية: Kalinga)‏ هي محافظة تقع في الفلبين في Cordillera Administrative Region. يقدر عدد سكانها بـ 201,613 نسمة ومساحتها 3,231.25 كم2 ووترتفع عن سطح البحر 2,329 متر.